# Janez Zorko
Janez Zorko, slovenski kipar, * 16. december 1937, Podgorje ob Sevnični, † 7. oktober 2023.

## Življenje in delo
Zorko se je dve leti na umetniški šoli Klas v Ljubljani (1957-1959) učil risanja. Leta 1964 se je preselil v Pariz. Na visoki šoli na Montparnassu je obiskoval predavanja iz risanja, grafike, kiparstva in modelarstva. V letih 1974−1986 je na pariški Panthéon-Sorbonne vodil tečaj tehnologije materialov. Kot umetnik se je posvetil kiparstvu. Živi v Parizu in ustvarja figuralne in abstraktne skulpture v marmorju, kovini in lesu. Njegova dela se navezujejo na evropsko tradicijo organnske skulpture; iz realističnega pristopa je prek figurativno-abstraktne meditacije prestopil v čisto abstrakcijo.
Zorko je bil tudi izvrsten alpinist, ki je opravil celo vrsto zahtevnih, tudi solo vzponov 
(npr. prva solo ponovitev Čopovega stebra v S steni Triglava, 1963).